# Centro studi ed esperienze per il volo a vela Liberato De Amici
Il Centro studi ed esperienze per il volo a vela Liberato De Amici fu un centro studentesco di progettazione aeronautica fondato nel 1934 presso il Regio Politecnico di Milano. I progetti che furono realizzati dagli studenti vennero concretizzati in alcuni modelli che raggiunsero la produzione.

## Storia
Il Centro di Studi ed Esperienze per il Volo a Vela venne fondato nel 1934 presso il Regio Politecnico di Milano su iniziativa di un gruppo di studenti appassionati di aviazione, qualche anno più tardi dello spostamento dell'ateneo milanese nella nuova, ed attuale, sede di Cascine Doppie.
Presso questo centro, al quale aderirono numerosi allievi, venivano portati avanti studi per progettare, costruire e collaudare nuovi modelli di alianti di concezione avanzata e di velivoli a motore. Il centro venne successivamente intitolato a Liberato De Amici, uno degli studenti fondatori deceduto durante le prove di volo a vela dei Littoriali del 1935.
Una figura importante di questo centro, oltre che progettista di numerosi velivoli, fu il Prof. Ermenegildo Preti.

### Finalità
Nello statuto del CVV erano riportate le seguenti finalità:
- studio, progettazione, costruzione e sperimentazione di apparecchi veleggiatori;
- risoluzione dei problemi teorici e pratici che si riconnettono ai fini suddetti;
- trasporto di tali problemi nel campo del volo a motore;
- studio dei problemi meteorologici interessanti il volo e, in particolare, quello senza motore;
- divulgazione delle cognizioni tecniche connesse con i punti che precedono, attraverso a pubblicazioni e mediante una stretta collaborazione con Enti aeronautici italiani e stranieri.

Il primo aliante progettato dal Centro di volo a vela (CVV) fu il Pinguino, seguito da numerosi altri modelli:
- Pinguino
- Asiago
- Arcore
- Pellicano
- Papero
- Canguro
- Pinocchio